# سوچا (بوتان)
سوچا (به لاتین: Suchha) یک منطقهٔ مسکونی در بوتان (کشور) است که در استان پارو واقع شده‌است.